# Yuval Amihai
Yuval Amihai (hebräisch יוּבָל עַמִּיחַי Jūval ʿAmmīchai; geb. 18. Mai 1981 in Beʾer Scheva, Israel) ist ein israelischer Jazzmusiker (Gitarre, Komposition).

## Leben und Wirken
Amihai begann im Alter von acht Jahren mit dem Klavierspiel und wechselte fünf Jahre später zur E-Gitarre. Bald entdeckte er seine Leidenschaft für Improvisation und Jazz. Während seiner Schulzeit fuhr er regelmäßig nach Tel Aviv, um bei den führenden Musikern Israels zu studieren und an Workshops und Meisterkursen teilzunehmen. Mit 16 Jahren begann er, professionell mit Jazzbands im ganzen Land aufzutreten; auch führte er in mehreren Projekten seine eigene Musik auf.  Mit 19 Jahren schrieb er eine Komposition für das Streichquartett seiner Heimatstadt und den Oud- und Violinvirtuosen Yair Dalal. Michael Wolpe führte seine Kompositionen in Konzertsälen in ganz Israel auf. Er studierte an der Jerusalem Academy of Music und der Rimon Jazz School in Tel Aviv.
Amihai zog 2005 nach Paris. Im folgenden Jahr studierte er an der Jazz-Abteilung des Konservatoriums der Region Paris, wo er zwei Jahre später sein Studium abschloss. Ab 2008 leitete er sein Yuval Amihai Ensemble als Quintett. Er trat mit seiner Band regelmäßig in Pariser Jazzclubs wie Sunset/Sunside, Baiser Salé und Duc des Lombards auf sowie auf Festivals in Frankreich und Europa.
2012 veröffentlichte Amihai mit diesem Quintett sein erstes Album, das hauptsächlich seine Kompositionen enthielt. Nach der Veröffentlichung erhielt er ein Kompositionsstipendium der französischen Urheberrechtsorganisation SACEM. In den nächsten Jahren veröffentlichte er als Bandleader zwei weitere Alben, teils im Trio-Format (mit Damien Varaillon und Gautier Garrigue) und mit stärkerem Fokus auf klassische Jazzstandards; zuletzt erschien 2018 I Ain’t Got Nothin’ But the Blues bei Fresh Sound New Talent.
2018 zog Amihai nach New York City, wo er mit seinem neuen Quartett (mit David Kikoski, Eric Wheeler und Anwar Marshall) bald im Mezzrow Jazz Club, der Zinc Bar, dem Café Bohemia und anderen Clubs auftrat.

## Preise und Auszeichnungen
Amihai hat mit seinem Ensemble zahlreiche Preise gewonnen, darunter den 1. Preis beim Jazzfestival-Wettbewerb von Saint-Germain in Paris (2008), den Grand Prix und den 1. Kompositionspreis beim nationalen Jazzwettbewerb La Défense 2009 und den 3. Preis beim Internationalen Jazzwettbewerb von Hoeilaart.